# Centro Olímpico de Hóquei

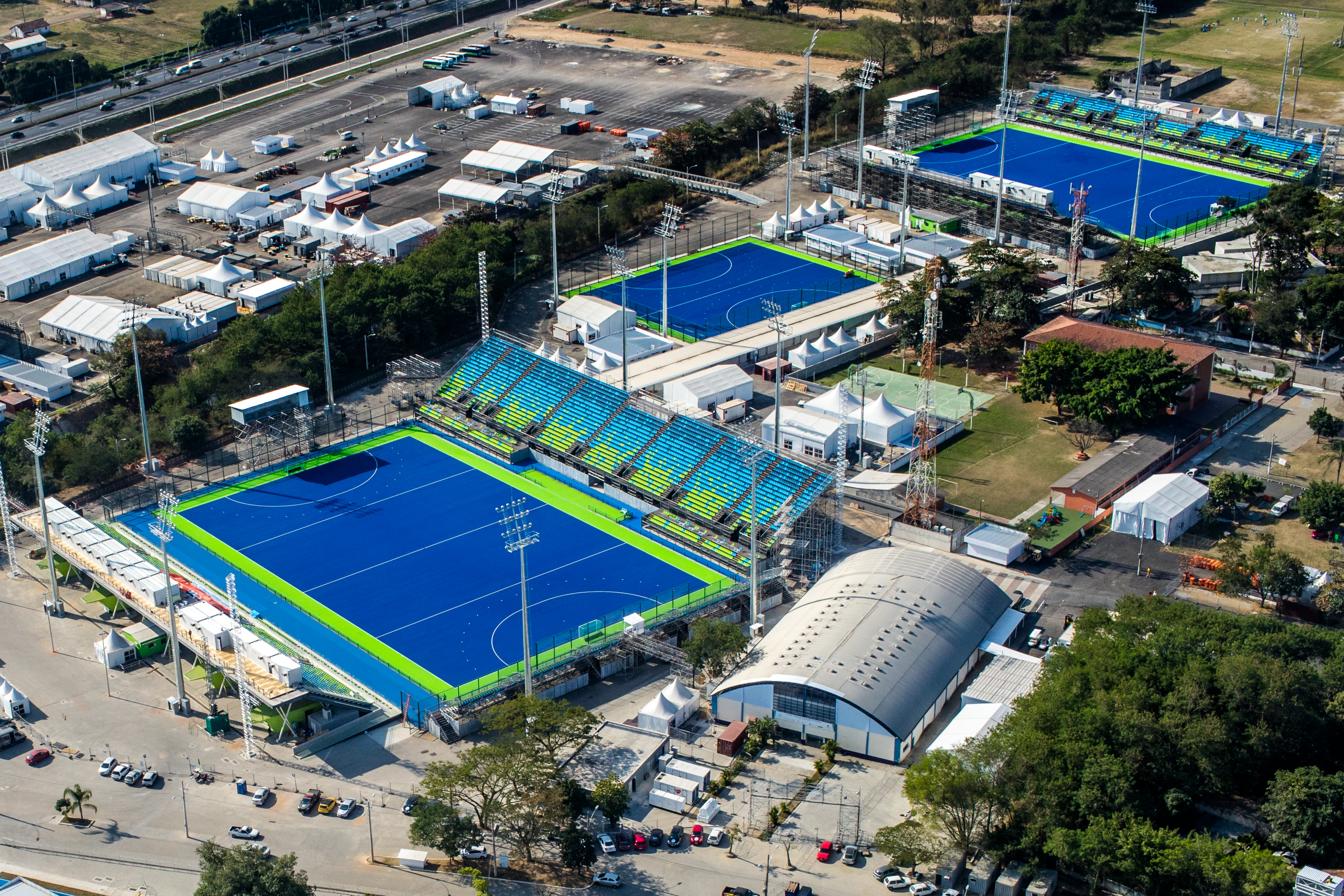
Centro Olímpico de Hóquei

Centro Olímpico de Hóquei é um estádio, projetado, integrante da Cidade dos Esportes, em Jacarepaguá, Zona Oeste da cidade do Rio de Janeiro. Está sendo construído para receber as competições de hóquei sobre a grama dos Jogos Olímpicos de Verão de 2016, além das de futebol de 5 e de 7 paralímpico. Sua inauguração está prevista para 2016. O campo obedece normas oficiais; tem 91,4 metros de comprimento e 55 metros de largura, dividido por uma linha central e com uma outra a 23 metros de cada linha de fundo. O golo tem 2,14 metros de altura e 3,66 metros de largura, e será o primeiro da cidade, nos Jogos Pan-Americanos de 2007 a modalidade foi disputada no Complexo Esportivo Deodoro, que até então era uma área do Exército Brasileiro, que está sendo transformada no "Parque do Pentatlo Moderno", que também será usado em 2016.
O projeto prevê capacidade de 10 mil pessoas na quadra principal e de 5 mi pessoas na quadra secundária.